# Born to Expire
Born to Expire is een album van de New Yorkse band Leeway. 
Het album werd opgenomen in november 1987 en kwam na herhaald uitstel uit in januari 1989. Het werd in 1991 opgevolgd door Desperate Measures.

## Nummers
| Nr. | Titel                                   | Producer(s) | Duur |
| --- | --------------------------------------- | ----------- | ---- |
| 1.  | Rise and Fall                           |             | 3:54 |
| 2.  | Mark of the Squealer                    |             | 3:40 |
| 3.  | Be Loud                                 |             | 2:18 |
| 4.  | On the Outside                          |             | 3:25 |
| 5.  | Defy You                                |             | 3:09 |
| 6.  | Enforcer                                |             | 3:48 |
| 7.  | Tools for War                           |             | 3:08 |
| 8.  | Born to Expire                          |             | 4:07 |
| 9.  | Marathon                                |             | 2:14 |
| 10. | Self Defense                            |             | 1:25 |
| 11. | Catholic High School (Girls in Trouble) |             | 2:01 |
| 12. | Unexpected                              |             | 4:35 |

## Credits
- Eddie Sutton - stemmen
- A.J. Novello - gitaar
- Michael Gibbons – gitaar
- Zowie – bas
- Tony Fontão – drums
- Chris Williamson - producer
- Tom Soares - ontwerp
- Jamie Locke - ontwerp
- Bevin Stone - voorkant
- Howie Weinberg at Masterdisk - gemasterd
- Alan Douches - opnieuw gemasterd